# Single numer jeden w roku 1973 (Japonia)
Notowanie Weekly Singles Chart (jap. 週間シングルチャート Shūkan Shinguru Chāto) przedstawia najlepiej sprzedające się single w Japonii. Publikowane jest ono przez magazyn Oricon Style, a dane kompletowane są przez Oricon w oparciu o cotygodniowe wyniki sprzedaży fizycznej singli. Poniżej znajdują się tabele prezentujące najpopularniejsze single w danych tygodniach w roku 1973.

## Oricon Weekly Singles Chart
| Data            | Utwór                                                     | Wykonawca                   | Źródło |
| --------------- | --------------------------------------------------------- | --------------------------- | ------ |
| 1 stycznia      | „Onna no michi” (jap. 女のみち)                           | Shiro Miya & Pinkara Trio   | [ 1 ]  |
| 8 stycznia      | „Onna no michi” (jap. 女のみち)                           | Shiro Miya & Pinkara Trio   | [ 1 ]  |
| 15 stycznia     | „Onna no michi” (jap. 女のみち)                           | Shiro Miya & Pinkara Trio   | [ 1 ]  |
| 22 stycznia     | „Onna no michi” (jap. 女のみち)                           | Shiro Miya & Pinkara Trio   | [ 1 ]  |
| 29 stycznia     | „Onna no michi” (jap. 女のみち)                           | Shiro Miya & Pinkara Trio   | [ 1 ]  |
| 5 lutego        | „Onna no michi” (jap. 女のみち)                           | Shiro Miya & Pinkara Trio   | [ 1 ]  |
| 12 lutego       | „Onna no michi” (jap. 女のみち)                           | Shiro Miya & Pinkara Trio   | [ 1 ]  |
| 19 lutego       | „Gakuseigai no kissaten” (jap. 学生街の喫茶店)            | Garo                        | [ 1 ]  |
| 26 lutego       | „Gakuseigai no kissaten” (jap. 学生街の喫茶店)            | Garo                        | [ 1 ]  |
| 5 marca         | „Gakuseigai no kissaten” (jap. 学生街の喫茶店)            | Garo                        | [ 1 ]  |
| 12 marca        | „Gakuseigai no kissaten” (jap. 学生街の喫茶店)            | Garo                        | [ 1 ]  |
| 19 marca        | „Gakuseigai no kissaten” (jap. 学生街の喫茶店)            | Garo                        | [ 1 ]  |
| 26 marca        | „Gakuseigai no kissaten” (jap. 学生街の喫茶店)            | Garo                        | [ 1 ]  |
| 2 kwietnia      | „Gakuseigai no kissaten” (jap. 学生街の喫茶店)            | Garo                        | [ 1 ]  |
| 9 kwietnia      | „Wakaba no sasayaki” (jap. 若葉のささやき)                | Mari Amachi                 | [ 1 ]  |
| 16 kwietnia     | „Wakaba no sasayaki” (jap. 若葉のささやき)                | Mari Amachi                 | [ 1 ]  |
| 23 kwietnia     | „Wakaba no sasayaki” (jap. 若葉のささやき)                | Mari Amachi                 | [ 1 ]  |
| 30 kwietnia     | „Wakaba no sasayaki” (jap. 若葉のささやき)                | Mari Amachi                 | [ 1 ]  |
| 7 maja          | „Wakaba no sasayaki” (jap. 若葉のささやき)                | Mari Amachi                 | [ 1 ]  |
| 14 maja         | „Akai fūsen” (jap. 赤い風船)                              | Miyoko Asada                | [ 1 ]  |
| 21 maja         | „Akai fūsen” (jap. 赤い風船)                              | Miyoko Asada                | [ 1 ]  |
| 28 maja         | „Akai fūsen” (jap. 赤い風船)                              | Miyoko Asada                | [ 1 ]  |
| 4 czerwca       | „Akai fūsen” (jap. 赤い風船)                              | Miyoko Asada                | [ 1 ]  |
| 11 czerwca      | „Akai fūsen” (jap. 赤い風船)                              | Miyoko Asada                | [ 1 ]  |
| 18 czerwca      | „Kiken na futari” (jap. 危険なふたり)                     | Kenji Sawada                | [ 1 ]  |
| 25 czerwca      | „Kimi no tanjōbi” (jap. 君の誕生日)                       | Garo                        | [ 1 ]  |
| 2 lipca         | „Kiken na futari”                                         | Kenji Sawada                | [ 1 ]  |
| 9 lipca         | „Kiken na futari”                                         | Kenji Sawada                | [ 1 ]  |
| 16 lipca        | „Koisuru natsu no hi” (jap. 恋する夏の日)                 | Mari Amachi                 | [ 1 ]  |
| 23 lipca        | „Koisuru natsu no hi” (jap. 恋する夏の日)                 | Mari Amachi                 | [ 1 ]  |
| 30 lipca        | „Koisuru natsu no hi” (jap. 恋する夏の日)                 | Mari Amachi                 | [ 1 ]  |
| 6 sierpnia      | „Koisuru natsu no hi” (jap. 恋する夏の日)                 | Mari Amachi                 | [ 1 ]  |
| 13 sierpnia     | „Koisuru natsu no hi” (jap. 恋する夏の日)                 | Mari Amachi                 | [ 1 ]  |
| 20 sierpnia     | „Koisuru natsu no hi” (jap. 恋する夏の日)                 | Mari Amachi                 | [ 1 ]  |
| 27 sierpnia     | „Watashi no kare wa hidarikiki” (jap. わたしの彼は左きき) | Megumi Asaoka               | [ 1 ]  |
| 3 września      | „Watashi no kare wa hidarikiki” (jap. わたしの彼は左きき) | Megumi Asaoka               | [ 1 ]  |
| 10 września     | „Kokoro no tabi” (jap. 心の旅)                            | Tulip                       | [ 1 ]  |
| 17 września     | „Kokoro no tabi” (jap. 心の旅)                            | Tulip                       | [ 1 ]  |
| 24 września     | „Chigireta ai” (jap. ちぎれた愛)                          | Hideki Saijō                | [ 1 ]  |
| 1 października  | „Chigireta ai” (jap. ちぎれた愛)                          | Hideki Saijō                | [ 1 ]  |
| 8 października  | „Chigireta ai” (jap. ちぎれた愛)                          | Hideki Saijō                | [ 1 ]  |
| 15 października | „Chigireta ai” (jap. ちぎれた愛)                          | Hideki Saijō                | [ 1 ]  |
| 22 października | „Kandagawa” (jap. 神田川)                                 | Kōsetsu Minami & Kaguyahime | [ 1 ]  |
| 29 października | „Kandagawa” (jap. 神田川)                                 | Kōsetsu Minami & Kaguyahime | [ 1 ]  |
| 5 listopada     | „Kandagawa” (jap. 神田川)                                 | Kōsetsu Minami & Kaguyahime | [ 1 ]  |
| 12 listopada    | „Kandagawa” (jap. 神田川)                                 | Kōsetsu Minami & Kaguyahime | [ 1 ]  |
| 19 listopada    | „Kandagawa” (jap. 神田川)                                 | Kōsetsu Minami & Kaguyahime | [ 1 ]  |
| 26 listopada    | „Kandagawa” (jap. 神田川)                                 | Kōsetsu Minami & Kaguyahime | [ 1 ]  |
| 3 grudnia       | „Kojin jugyō” (jap. 個人授業)                             | Finger 5                    | [ 1 ]  |
| 10 grudnia      | „Kandagawa”                                               | Kōsetsu Minami & Kaguyahime | [ 1 ]  |
| 17 grudnia      | „Chiisana koi no monogatari” (jap. 小さな恋の物語)        | Agnes Chan                  | [ 1 ]  |
| 24 grudnia      | „Ai no jūjika” (jap. 小さな恋の物語)                      | Hideki Saijō                | [ 1 ]  |
| 31 grudnia      | wstrzymanie publikacji                                    | wstrzymanie publikacji      | [ 1 ]  |